# Oscar Luigi Scalfaro
Oscar Luigi Scalfaro (9. září 1918, Novara – 29. ledna 2012, Řím) byl italský politik. V letech 1992–1999 byl devátým prezidentem Itálie. Roku 1992 byl krátce předsedou dolní komory parlamentu. Zastával též funkce ministra školství (1972–1973), dopravy (1966–1968, 1972) a vnitra (1983–1987). Roku 1987 byl pověřen sestavením vlády, ale neuspěl. Dlouho byl členem pravicové Křesťanskodemokratické strany (Democrazia Cristiana), po velkých zvratech v italské politice 90. let však nakonec zakotvil v sociálnědemokratické Demokratické straně (Partito Democratico). Prvně byl zvolen poslancem ze křesťanské demokraty roku 1948 a tento post držel více než 40 let. Po konci prezidentského mandátu se automaticky stal doživotním senátorem.

## Vyznamenání
- zlatá Medaile za zásluhy o školství, kulturu a umění – Itálie, 31. července 1973[2]
- velkokříž s řetězem Řádu bílé růže – Finsko, 1993[3]
- čestný společník Národního řádu za zásluhy – Malta, 11. října 1993[4]
- rytíř Řádu slona – Dánsko, 19. října 1993[5]
- čestný společník s řetězem Národního řádu za zásluhy – Malta, 16. listopadu 1995[4]
- rytíř Řádu bílé orlice – Polsko, 1996[6]
- rytíř Řádu Serafínů – Švédsko, 4. června 1996
- velkokříž s řetězem Řádu Isabely Katolické – Španělsko, 24. června 1996[7]
- velkokříž Řádu tří hvězd – Lotyšsko, 1997[8]
- Řád bílého dvojkříže I. třídy – Slovensko, 1997[9]
- velkokříž Řádu Vitolda Velikého – Litva, 19. května 1997[10]
- Řád kříže země Panny Marie I. třídy s řetězem – Estonsko, 22. května 1997[11][12]
- Velký řád krále Tomislava – Chorvatsko, 17. prosince 1997[13]
- vellkokříž s řetězem Řád Pia IX. – Vatikán